# Делл-Прері (Вісконсин)
Делл-Прері (англ. Dell Prairie) — місто (англ. town) в США, в окрузі Адамс штату Вісконсин. Населення — 1631 особа (2020).

## Демографія
Згідно з переписом 2010 року, у місті мешкало 1590 осіб у 649 домогосподарствах у складі 463 родин. Було 957 помешкань
Расовий склад населення:
| - 94,8 % — білих - 1,9 % — корінних американців - 0,6 % — чорних або афроамериканців - 0,1 % — азіатів |

До двох чи більше рас належало 2,2 %. Частка іспаномовних становила 2,3 % від усіх жителів.
За віковим діапазоном населення розподілялося таким чином: 20,7 % — особи молодші 18 років, 61,4 % — особи у віці 18—64 років, 17,9 % — особи у віці 65 років та старші. Медіана віку мешканця становила 47,1 року. На 100 осіб жіночої статі у місті припадало 100,0 чоловіків;  на 100 жінок у віці від 18 років та старших — 100,2 чоловіків також старших 18 років.
Середній дохід на одне домашнє господарство  становив 69 952 долари США (медіана — 62 434), а середній дохід на одну сім'ю — 78 080 доларів (медіана — 71 806). Медіана доходів становила 50 284 долари для чоловіків та 31 250 доларів для жінок. За межею бідності перебувало 4,5 % осіб, у тому числі 3,3 % дітей у віці до 18 років та 2,6 % осіб у віці 65 років та старших.
Цивільне працевлаштоване населення становило 802 особи. Основні галузі зайнятості: мистецтво, розваги та відпочинок — 20,2 %, освіта, охорона здоров'я та соціальна допомога — 18,1 %, роздрібна торгівля — 11,0 %, будівництво — 10,1 %.